# Telegram
Telegram（テレグラム）はテキストチャット・ビデオチャットなどが可能なインスタントメッセージアプリケーション。セキュリティ性が高いとされているが、デフォルトでエンドツーエンド暗号化がされていないなどの理由で専門家からの批判を受けている。
アラブ首長国連邦・ドバイに拠点を置くロシア人プログラマー・実業家のニコライ・ドゥーロフとパーヴェル・ドゥーロフ兄弟が2013年に開発し、Telegram Messenger LLPを創業した。租税回避（タックス・ヘイヴン）するためイギリス領ヴァージン諸島・ トルトラ島に登記上の本籍地を置いている。
スマートフォンのモバイルアプリケーションとして無料で利用できる。メッセージを暗号化してプライバシーを担保し、一定時間が経過すると消去されるので秘匿性が高い。全てのファイルフォーマットを送受信できる。
また、APIが公開されているため、ユーザーが非公式クライアントを作成することが可能である。クライアント側はオープンソースで、サーバ側はプロプライエタリソフトウェアである。
ソ連圏のロシア、カザフスタン、ウクライナ、ベラルーシ、アルメニア、アゼルバイジャン、キルギス、モルドバとヨルダン、カンボジア、エチオピアではWhatsAppやMessenger等をしのぎ、最大のインスタントメッセージアプリケーションである。
ロシア国内では2022年3月時点での利用者の割合は63%であり次点のWhatsAppの32%を引き離している。
各チャンネルの共通の短縮URLは「t.me」を持っている。

## 歴史

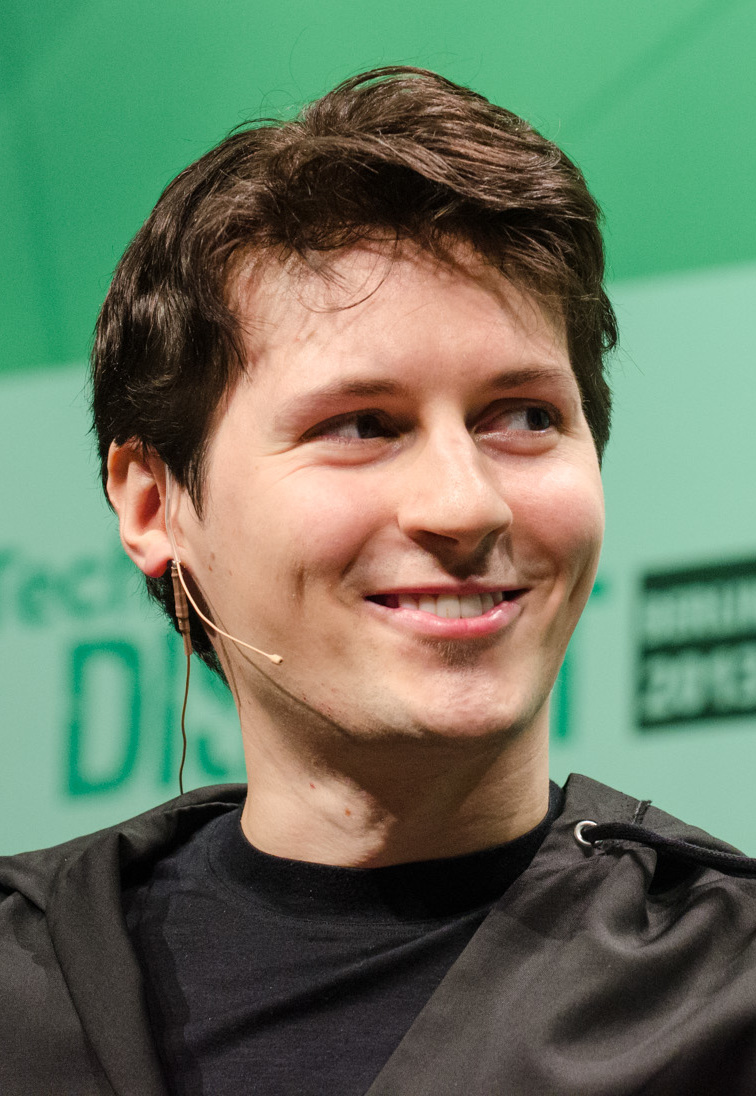
共同創設者のパーヴェル・ドゥーロフ（2013年撮影）

ロシア連邦最大のSNSであるフコンタクテ（以下略称の「VK」と記述）の創設者であるニコライ・ドゥーロフとパーヴェル・ドゥーロフ兄弟が2013年に立ち上げた。Telegram Messenger LLPはドイツのベルリンに拠点を置く独立系非営利企業であり、VKとの直接的関係はない。ニコライはパーヴェルによる自身のデジタル・フォートレスファンドを通しての金融支援やインフラ提供により新たなメッセンジャープロトコルであるMTProtoを開発した。
2013年10月時点で、1日当たり約10万人のアクティブユーザーがいたが、2014年3月24日、月当たりのユーザー数が3,500万人に、1日当りのアクティブユーザーが1,500万人に達したことを発表した。
2013年12月21日、ロシアのITコミュニティがTelegramのセキュリティ欠陥を発見し、発見したユーザーには修正後にTelegramより10万ドルが贈られた。
2014年3月1日、初回のコンテストは優勝者無しで終了し、通信内容の暗号化を解除する鍵が公開された。Telegramによれば、この暗号を突破する挑戦は永続的なプロジェクトであると表明し、より激しい攻撃ができる新たなコンテストを発表した。
2014年11月、電子フロンティア財団による安全なメッセージング審査でTelegramは7点満点のうち5点と採点された。
2018年、TelegramはICOで約17億ドルの資金調達に成功した。

### 各国政府と開発者の対応

ブロック中の国
以前ブロックした国

2024年8月24日、フランスとアラブ首長国連邦の二重国籍を持つ創設者のパーヴェル・ドゥーロフはフランス当局によってフランスで逮捕され、4日後に違法取引を可能にするオンラインプラットフォームの管理への共謀を含む様々な容疑で起訴された。これは児童性的虐待コンテンツの配布を可能にするなどの犯罪への共犯、麻薬密売と詐欺、そして法執行機関への協力の拒否を含む。ドゥロフは500万ユーロの保釈金を支払い、フランスからの出国禁止と週に2回警察署に出頭することを条件に釈放された。
逮捕後、すぐさま利用規約とプライバシーポリシーの変更を行った。捜査令状やその他の有効な法的要請があれば情報を提供することとした。ただし、専門家は、抑圧的な政府との接触が増えて自由度が損なわれることの影響への危惧や、競合他社に比べ犯罪グループの取り締まりが過去に少ないことから同社の違法情報管理システムや方法が未熟であるとみている。

#### 検閲
Telegram上での検閲

#### ロシア連邦政府による規制
ロシア通信監督庁は2018年4月、Telegramの使用を禁止し、首都モスクワで抗議デモが起きた。IPアドレスの遮断など封じ込めの取り組みに対して、Telegramは様々な技術的対抗手段を講じてロシア向けサービスを継続し、ロシア政府のネット検閲に抵抗する象徴的存在とみなされた。新型コロナウイルス感染症の流行 (2019年-)下で国民への情報提供ツールとして利用する公的機関もあり、規制は形骸化していた。
ロシア政府は2020年6月18日、Telegramが薬物犯罪やテロリズムとの闘いに協力するようになったことを理由に規制解除を発表。さらに7月には、Telegramのペレコプスキー副社長が、カザンで開かれたミハイル・ミシュスティン首相とIT業界の討論会に参加するに至った。パーヴェル・ドゥーロフは規制解除を「素晴らしいニュースだ」と歓迎した。
2022年に始まったロシアのウクライナ侵攻で、ロシア、ウクライナや欧米諸国でのインターネット規制・検閲が強まったが、テレグラムが暗号化機能を持っており、ロシア側、ウクライナ側双方からの情報発信ツール、またはアメリカ合衆国政府の規制・検閲を受けるビッグ・テック管轄外のツールとして利用されており、世界中に利用は広がっている。利用者数は延べ7億人に上る。

## 機能
多くのプラットフォームに対応
Android、iOS、Windows Phone、Windows、macOS、Linuxと公式、非公式含めて多くのプラットフォームに対応している。
様々なファイルの送受信
音声メモ、写真、ビデオを始めとする全てのファイルフォーマットを送信することが出来る上、200,000人までのグループを集めることが出来る。また、WhatsAppと同じチェック1回で送信、チェック2回で受信というメッセージリードステータスのシステムを使用している。
無限のクラウドストレージ
無料アカウントは1ファイルにつき2GB、有料アカウントは1ファイルに付き4GBまで、自由にTelegramサーバー上にアップロードすることができる。アップロードしたファイルは、上げたチャンネルにもよるが、他のユーザーとシェアしたり、プライベートな保存場所として格納することもできる。ゼロストレージ使用宣言を掲げており、すべてのメッセージやファイルは端末から自由に削除することができる。メッセージやファイルはすべてサーバー上に常時バックアップされており、あとから全て再ダウンロードすることが可能である。2024年現在、ユーザーごとに決められた最大容量等はなく、実質的に無限の保存容量を持つ。
高度な暗号化
さらに、WhatsAppやLINEといったシェアの高いメッセンジャーアプリ以上に安全性が高いと主張しており、自社が開発したMTProtoというプロトコルを使用することでやりとりはAES-256で暗号化されているとしている。
2種類のチャット機能
使用できるチャットは2種類あり、通常のチャットではクライアントとサーバー間で暗号化され、複数の端末からアクセスできる。この場合、管理者の協力などにより暗号鍵を用意すれば、サーバーに保存された情報を解読することは原理的には可能である。
一方、プライベートチャットではエンドツーエンドの暗号化でアクセスは2つの参加端末のみに限られている。Telegramによれば第三者はもちろん、自社の管理者すらユーザーのメッセージを覗き込むことは出来ないとしている。
一定時間後に自動削除
プライベートチャットでのメッセージやファイルも読んだ後に設定した時間で自動的に消去できるようになっており、一度時間が経ったら両方の端末からメッセージが消去される。

## アーキテクチャ

### 暗号化
ニコライが開発したMTProtoというプロトコルによって種類に関係なく全てのチャットは暗号化されている。このプロトコルは256ビット対称のAES暗号とRSA 2048暗号、ディフィー・ヘルマン鍵共有をベースにしている。

### ライセンス
全ての公式クライアント（一部非公式クライアント）はオープンソースになっているが、サーバー側のソフトウェアはクローズドソースのプロプライエタリソフトウェアである。パーヴェル・ドゥーロフによればサーバーのコードが自由ソフトウェアでない理由は、各サーバーがデータをやりとりしたり統合された自社のクラウドの一部として動作させるために、アーキテクチャの大規模な再設計が必要だからとしている。
FAQでは「全てのコードは将来オープンソース化するつもりだ。我々は開発者が新たなTelegramのアプリケーションを開発出来るようにする良い形で文書化した、APIやセキュリティのスペシャリストからのお墨付きが得られるオープンソースクライアントと最も便利な点から始めている。」としている。

## セキュリティ性
テレグラムは一般的にセキュリティ性に優れていると説明されているが、そのセキュリティモデルは、専門家からの批判を受け続けている。テレグラムでは、デフォルトの一般的なセキュリティモデルがすべての連絡先、メッセージ、メディアをその復号化鍵と一緒にサーバー上に継続的に保存し、メッセージのエンドツーエンド暗号化が有効にされていない。パーヴェル・ドゥーロフは、これはサードパーティの安全でないバックアップを回避し、ユーザーがどのデバイスからでもメッセージやファイルにアクセスできるようにするためだと主張している。テレグラムがカスタム設計された暗号化プロトコルを使用していることも批判された 。
2020年12月の研究では、テレグラム独自の暗号化モデルであるMTProto 2.0のセキュリティ性を確認し、いくつかの理論的な脆弱性を指摘しながらレビューを行った。この論文は、「認証、整合性、機密性、完全な前方秘匿性を含むいくつかのセキュリティ特性に関して、MTProto 2.0の認証、通常のチャット、エンドツーエンドの暗号化チャット、および再キー化メカニズムの健全性を完全に自動化した証明」を提供し、「MTProto 2.0の形式的な正しさを証明」している。
MacOSクライアントを除くデスクトップクライアントには、エンドツーエンド暗号化メッセージのオプションは存在しない。ユーザーがデスクトップアプリケーションでローカルパスワードを割り当てると、データもローカルで暗号化される。Telegramは、クライアント側の暗号化を使用しないオンラインバックアップが「現在可能な最も安全なソリューション」であると述べ、エンドツーエンドの暗号化が一般でないことが望ましいとしている。
2016年5月、Telegramが「WhatsAppやLINEのような大衆向けメッセンジャーよりも安全」と主張したことで批判を受けた。批判の内容として、WhatsAppはデフォルトですべてのトラフィックにエンドツーエンドの暗号化を適用し、 「主要なセキュリティ専門家によってレビューされ、承認された」Signalプロトコルを使用しているとするが、Telegramはどちらも行わず、すべてのメッセージ、メディア、連絡先を運営会社の管理するサーバー上に保存している。2016年7月以降、LINEもデフォルトですべてのメッセージにエンドツーエンドの暗号化を適用しているとされるが、反射攻撃の影響を受けやすく、クライアント間のForward secrecyがないことも批判されている。
ドイツの消費者団体は、Telegramとその他の人気のインスタントメッセージングクライアントのデータ保護に関するいくつかの側面を評価した。評価された側面には、データ送信のセキュリティ、サービスの利用規約、ソースコードのアクセシビリティ、アプリの配布などがあった。Telegramは全体的に「問題がある」( kritisch )と評価された。同団体は、Telegramのチャット機能とクライアントのコードが公開されていることには好意的だったが、連絡先データをTelegramのサーバーに強制的に転送することと、サービスのウェブサイトにインプリントや住所がないことを批判した。メッセージデータはデバイス上では暗号化されているが、サーバーサイドのソースコードがオープンソースではないため安全性を分析できないと指摘した。
セキュリティ研究者のモクシー・マーリンスパイクやテイラー・ホーンビーといった複数の暗号化コミュニティはTelegramによる暗号解読コンテストはセキュリティ上の根拠がなく、一般へミスリードを招いていると批判している。

## 問題点
プライベートチャットでのメッセージやファイルも読んだ後に設定した時間で自動的に消去できることや、匿名性の高さなどから、特殊詐欺などの犯行グループ間の連絡手段（実行役に指示役が次の行動を指示する時など）、児童ポルノや薬物の取引、強盗やブラジルの議会の襲撃など犯罪にしばしば利用されている。「闇サイト」「闇バイトの求人」における連絡手段としても、Telegramの連絡先が記載されることが多く、本アプリおよび同様の匿名化アプリ「Signal」が問題視されることも少なくない。
テレグラムは、プライベートな通信手段であると同時に、オープンなグループ機能やチャンネル機能を備えたソーシャルメディアのようなプラットフォームでもあり、暴力、違法なポルノ、詐欺行為の呼びかけなどに対する最小限の制限のみが課せられているため、各種の組織や集団による政治的な宣伝やメンバーの募集のために使用されてきた。このアプリはほかにもベラルーシ、ロシア、香港、イランでの民主化運動への組織的な抑圧や、権威主義的な国家プロパガンダや暴力的なレトリックの拡散、 過激派の宣伝、政府機関や民間企業が提供するサービスのデジタル化などとの関連が指摘されている。
ISIL、プラウド・ボーイズ、ミャンマー軍事政権などの暴力組織が、メンバー間でのプライベートなコミュニケーションやチャンネル投稿を通じたオープンなコミュニケーションにアプリを使用しているため、研究機関やインターネット監視団体からの批判を集めている。テレグラムはプラットフォーム上のISILの存在を排除するためのユーロポールとの提携を含め、児童虐待やテロ支援などの違法コンテンツを禁止するために多大な努力を行ってきたが、極左や極右、反医療、ANTIFA、過激派のユーザーなどは現在でも利用を続けている。

### テロ組織による利用
2015年9月、イスラム国（ISIS）によるテレグラムの使用に関する質問に答えて、創設者のパベル・ドゥロフは次のように述べた。「最終的にはプライバシー、そしてプライバシーに対する私たちの権利は、例えばテロのような悪いことが起こるのではないかという恐怖よりも重要だと考える」。ドゥロフは、テロリストがコミュニケーションに「言葉」を使用するため、「言葉」を禁止するよう皮肉を込めて提案した。
ISISでは、一部の組織の分子がテレグラムを利用して勧誘活動を行うように推奨している。フランスでは、テロ事件の初期捜査で、犯人が通信にテレグラムを使用していたことが明らかになったが、追跡調査ではアプリの使用範囲は「不明」であることが示唆された。テレグラムによるプラットフォームからのISIS関連コンテンツの削除の取り組みを受けて、テロ組織はその勧誘グループをダークウェブに移動させたと伝えられており、米国当局者はアプリによるテロリストコンテンツの削除が特に効果的であると述べた。
クライストチャーチの銃乱射事件で犯人がアップロードしたライブストリームの録画がTwitchの運営によって削除された後、極右と白人至上主義のコミュニティは、テレグラム上のグループやチャンネルでそのビデオを拡散した。

### 違法ポルノ
テレグラムは、児童ポルノを含む違法なポルノの配布に使用されてきた。Telegramの通報システムには、グループやチャンネル内の特定のメッセージなど、児童虐待を含むコンテンツを報告する機能がある。同プラットフォームには「Stop Child Abuse」と呼ばれる認証済みチャンネルがあり、違法コンテンツの共有により凍結されたグループやチャンネルの数に関する統計が毎日投稿されている。また、児童虐待に関連するコンテンツの報告専用の電子メールアドレスも提供する。
2021年1月、マケドニアのメディアは、現在は凍結されている7000人以上のメンバーを擁する「Јавна соба」というタイトルのテレグラムグループが女性、多くは10代の少女のヌード写真を共有するために使用されていたと報じた。共有された写真に加えて、グループ内の匿名アカウントは電話番号やソーシャルメディアのプロフィールを含む女性たちの個人情報を共有し、グループのメンバーに女性たちに連絡して買春を求めるように奨励した。
これは女性たちに事前の同意や通知もなく行われたため、世論の激しい反発とグループの閉鎖を求める声を喚起した。北マケドニアのステボ・ペンダロフスキー大統領は、北マケドニアのゾラン・ザエフ首相とともに、テレグラムに対し即時対応を要求し、何も行動を起こさなければ国内でのアプリへのアクセスを完全に制限すると警告した。
2024年、韓国では生成AIで作成されたディープフェイクポルノがテレグラム上で大規模に取引されていることが発覚して社会問題となった。この種のポルノは若い一般女性がＳＮＳに掲載した写真などを元に作成されテレグラムのチャンネルで拡散される。2020年にも少女を脅して撮影させたわいせつ動画をテレグラム上で有料配信した男らが摘発されている。
BBCが2024年8月に発表した調査によると、テレグラムは米国を拠点とする全米行方不明・被搾取児童センター（NCMEC）や英国を拠点とする非営利NGOであるインターネット・ウォッチ財団からの協力要請に応じていないことが明らかになった。テレグラムはBBCの報道に対し、テレグラムは「児童虐待の内容を含むプラットフォーム上の有害なコンテンツを積極的にモデレートしている」と述べ、そのモデレーションは「業界標準の範囲内であり、常に改善されている」と述べた。

### ボットの悪用
2021年、Facebookから漏洩した電話番号を販売するボットが発見された。
公的組織「電子民主主義」のヴォロディミル・フレント会長は2020年5月11日、ウクライナ国民の個人データを販売するテレグラムボットがウェブ上に出現したと発表した。このボットには、Diiaに登録されている2600万人のウクライナ人のデータが含まれていると推定されている。しかし、ミハイロ・フェドロフ副首相兼デジタル変革大臣は、アプリからのデータ漏洩を否定した。25人の犯罪行為が確認され、30のデータベースのコピーが押収された。
2020年、テレグラムのボットがディープフェイクポルノを投稿した後、Appleによってブロックされた。
2020年、テレグラムは児童虐待やテロ関連のコンテンツを含む35万以上のボットやチャンネルを凍結したと伝えられている。

### 詐欺
Telegramは、プラットフォーム上の詐欺行為を抑制できていないとして批判を受けている。最も一般的な詐欺の手口は、詐欺師がリテラシーの低いユーザーにメッセージを送信し、単発の仕事を提供するようなメッセージを送る信用詐欺である。詐欺師は、さまざまなトリックを使用して、高額な利益を謳って詐欺師の口座に大金を支払うよう（プリペイドタスク）にユーザーの操作を試みている。
2023年7月、ハイデラバード警察は、1年の間にインドで15000人が総額7億1200万ルピー（約8500万ドル）を騙し取られたと公表したが、そのすべてはテレグラムの「プリペイドタスク」に関連する詐欺だった。サイバー犯罪警察による資金追跡の調査により、詐欺の発信元は中国であり、資金はマネーミュールの仮想通貨ウォレットを介して資金洗浄されたことが明らかになった。
2023年9月、シンガポール警察は、当年中に6600人以上のシンガポール人がテレグラムとWhatsAppでの前払い求人詐欺により9680万シンガポールドル(7224万ドル)以上を失ったと発表した。

### 麻薬売買
近年、テレグラム上での違法薬物の売買が盛んになっている。麻薬取引の実情については学術論文も公表されている。